# Крістіна Долговіч
Крістіна Долговіч (Муштяца) (нар. 22 червня 1985, Кишинів, Молдова) — молдовська футболістка, півзахисниця клубу «Аненії Ноі». Майстер спорту Молдови та України.

## Клубна кар'єра
Народилася в Кишиневі. Футболом займається з 2000 року. На батьківщині грала за столичні клуби «Кодру» та «Нарта». У футболці «Кодру» дебютувала в Кубку УЄФА, 25 вересня 2002 року в програному (0:5) поєдинку проти «Фортуни».
У 2006 році переїхала до України, де уклала договір з «Нафтохіміком». Дебютним голом у Вищій лізі відзначилася 30 червня 2006 року на 32-й хвилині переможного (3:1) виїзного поєдинку 9-о туру проти херсонської «Южанки». У 2006 році допомогла команді вибороти бронзові нагороди чемпіонату, а наступного року стала чемпіонкою України. У футболці калуського клубу в чемпіонаті України провела два сезони, за цей час у чемпіонаті України зіграла 35 матчів (2 голи), у кубку України — 6 матчів (1 гол).
По завершенні сезону 2007 року перейшла до «Іллічівки». Дебютувала за маріупольський клуб у Вищій лізі 6 травня 2008 року в програному (1:2) домашньому поєдинку 1-о туру проти харківського «Житлобуду-1». Крістіна вийшла на поле в стартовому складі та відіграла увесь матч. Дебютним голом за нову команду відзначилася 15 травня 2008 року на 36-й хвилині переможного (2:0) виїзного поєдинку 2-о туру Вищої ліги проти одеської «Чорноморочки». По завершенні сезону залишила розташування клубу.
Про кар'єру Муштяци в період з 2009 по 2015 рік дані відсутні. З 2016 по 2018 рік виступала за «Кріулень», у складі якого виграла чемпіонат Молдови 2017/18. З 2018 року захищає кольори молдовського клубу «Аненії Ноі».

## Кар'єра в збірній
З 2000-х років викликалася до національної збірної Молдови, у футболці якої зіграла щонайменше 7 матчів.

## Особисте життя
Навчалася в Кишинівському спортивному інституті.

## Досягнення
- Чемпіонат Молдови
  -  Чемпіон (5): 2000/01, 2001/02, 2002/03, 2003/04, 2004/05

«Нафтохімік»
- Вища ліга України
  -  Чемпіон (1): 2007
  -  Бронзовий призер (1): 2006

«Аненії Ноі»
- Чемпіонат Молдови
  -  Чемпіон (1): 2018/19